# ベトナム人技能実習生孤立出産事件
ベトナム人技能実習生孤立出産事件（ベトナムじんぎのうじっしゅうせいこりつしゅっさんじけん）は、技能実習生として日本で働いていたベトナム人女性が、死産した子どもを自宅に安置したところ死体遺棄の容疑で逮捕・起訴された事件。第一審・控訴審ともに有罪としたが、最高裁判所が逆転無罪の判決を下した。
女性は妊娠が発覚すれば帰国を迫られるという恐怖から妊娠を周囲に打ち明けられず、孤立出産のすえに死産した。心身の強い疲労から自宅に遺体を安置したが、これを警察・検察は刑法第190条が定める「遺棄」に当たると主張していた。また、この事件の背景にある技能実習制度下での人権侵害、特に妊娠・出産の問題や、孤立出産に対する刑事罰での対応の正当性に注目が集まった。またそもそも母国では経口避妊薬、子宮内に入れる器具「IUD」手術や注射、腕に入れる避妊インプラントなど女性が選択できる避妊選択肢が多様にある一方、日本国内では男性用コンドーム一択である問題も指摘されている。
以下、逮捕された女性をAと表記する。

## 背景
技能実習生は非常に弱い立場に置かれており、「現代の奴隷制」とも評される。人権侵害は日常茶飯事であり、賃金不払いや過重労働、性的なものも含む暴力などが横行している。妊娠した実習生に「中絶するか、帰国するか」の二択を迫る事例なども確認されている。無論日本の労働法制は実習生にも適用されるが、雇用契約に恋愛や妊娠を禁止する条項を定めているケースも散見される。今回の事件でもAが実際に、監理団体から「まだ若いので妊娠したら大変ですからやめてください」などと忠告されていたことも孤立出産に繋がった。

## 事件の経緯

### 訪日と孤立出産
Aは2018年8月、19歳の時技能実習制度を用いて日本に渡った。雇用先は熊本県葦北郡芦北町のミカン農家であった。Aは渡日のために約150万円の借金をしており、返済を終わらせるためにも懸命に働いた。Aが来たとき農園では別のベトナム人女性Bが働いており、Bは日本語がAより話せたのでAは頼りにすることが多かった。ただ、農園で働いているベトナム人労働者はこの2人だけで、ほとんどが高齢の日本人だった。
2020年春ごろに交際相手との間で子供を妊娠した。しかしながら先述したように帰国を迫られる恐怖から誰にも明かすことができず、そのまま同年の11月15日に自宅で双子を死産した。当時21歳で前日まで仕事に従事していたが、体調が酷く悪化しており、出血も多量であった。死産後、Aは遺体をタオルで包み段ボール箱に入れ、別の白い箱に重ねて入れてテープで封をしたうえで自宅の棚の上に安置した。この際Aは箱に、2人に付けた名前と生年月日、「天国で安らかに眠ってね」などと書いた手紙を一緒に入れていた。なお、11月に入ってからBは実習を終えて外部に転職していた。

### 逮捕・起訴
翌16日、雇用主が監理団体の職員とともにAを病院に連れていき、そこでA以外の人物に出産の事実が明らかとなった。死産からおよそ33時間経ったころだった。病院は警察に通報し、Aは19日まで入院したが、その間終始警察の監視下に置かれており、19日の退院と同時に死体遺棄容疑で逮捕された。Aの死産が発覚した後、Bより連絡を受けた、Aの外部での数少ない繋がりであった日本人女性Cが支援に動き出した。Cは技能実習制度などに詳しく、かねてより熊本市内の外国人支援団体「コムスタカ」の会員であったため、同団体の中島眞一郎にも支援を要請した。またCは技能実習制度に詳しい松野信夫にAの弁護を依頼した。Aは早期の釈放と実習への復帰を希望していたが、12月に入り留置場での勾留が延長されると、コムスタカのメンバーや熊本のカトリック信徒らがAの不起訴と早期釈放を求める署名を集めて、同月7日に提出している。
しかしながら10日の勾留期限に熊本地検がAを死体遺棄罪で起訴した。中島は保釈請求を考えたが、その際身元引受人が必要となるためCが実習先を探し、実習先とともに監理団体も新たにした。なお元の実習先は「マスコミが取材に来るので困る」との理由でAの実習継続を拒否している。2021年1月18日、松野が保釈を請求し、2日後の20日に認められた。釈放が認められたことによって、これまでの「情状酌量による執行猶予判決を求める」という弁護方針を無罪主張に転換し、またAも実際に無罪主張の意思を示していた。

## 裁判
本件の刑事裁判では、Aの行為が刑法第190条に定める「遺棄」に当たるかどうか、「遺棄」に当たるとしてもAに故意があったといえるか、故意があったとしてもAに正常な葬祭を行う期待可能性があったといえるか、これらが主要な争点となった。

### 第一審
第一審となる熊本地裁は7月、「遺棄」を「一般的な宗教的感情を害するような態様で、死体を隠したり、放置したりすること」と定義した上で、Aが遺体をダンボールに入れて1日以上にわたって自室内に置き続けた行為は「死産をまわりに隠したまま、私的に埋葬するための準備であり、正常な埋葬のための準備ではない」ものとして「遺棄」に当たるとした。
また、Aが2年以上日本で生活していることなどから、自分の行為が正常な埋葬のための準備でないことは容易に認識し得たはずであるとしてその故意を認め、さらに、出産や死産を周囲に告白することで周囲の助力を求められたはずであるとして期待可能性も肯定し、死体遺棄罪の成立を認めた。ただし、Aの置かれていた状況には同情の余地があり、行為態様から宗教的感情を害した程度も大きくないとして情状を酌量し、懲役8月、執行猶予3年の判決を言い渡した。

### 控訴審
続いて2022年1月の福岡高裁判決では、Aの行為を「遺体をダンボール箱に入れて自室内に置いた行為」と「1日と約9時間そのダンボールを自宅内に放置した行為」に分割した。そして、前者の行為については、箱を二重にして封をしていたことなどから、通常の葬祭では不要な行為であり、遺体を隠匿して他者による発見を困難にしたものとして「遺棄」に当たるとしたが、後者の不作為（放置）については、墓地、埋葬等に関する法律の規定等に照らして未だ葬祭義務の不履行があったとはいえないとして、「遺棄」には当たらないとした。
そして、前者の行為について故意を認めた点は第一審の判決を正当とした上でAの情状を酌量し、「処断刑期の下限に近い領域」が相当であるとして、懲役3月、執行猶予2年の有罪判決を言い渡した。

### 上告審
無罪を求めた上告審で最高裁は2023年3月24日、控訴審判決を破棄した上で、検察官による立証は既に尽くされているとして自判し、Aに無罪を言い渡した。「習俗上の埋葬とは認められない形で死体などを放棄したり隠したりする行為が『遺棄』に当たる」と定義したうえで、「他者が遺体を発見するのが難しい状況を作り出したが、場所や遺体の包み方、置いていた方法などに照らすと、習俗上の埋葬と相いれない行為とは言えない」として死体遺棄罪は成立しないとした。裁判官4人全員の一致による判決である。
無罪を求める署名は9万5000筆余り集まっていた。Aは無罪判決に「心からうれしい」と語り、「きょうの無罪判決で、妊娠して悩んでいる実習生が相談でき、安心して出産できる社会に日本が変わってほしい」と呼び掛けた。また、裁判の主任弁護人を務めた石黒大貴は技能実習生が「孤立と隣合わせ」である現状を訴えた。

## 死体遺棄罪と判決の妥当性
時事通信の報道によれば、孤立出産のすえ死産や流産をした女性が逮捕される事例が相次いでいる。今回小法廷は「死体遺棄罪」は「社会的な習俗」に従って遺体を埋葬することで死者を敬う感情を保護することを目的にすると指摘し、遺棄は「習俗上の埋葬とは認められない態様で遺体を放棄または隠す行為」であるとした。その一方でAは遺体に手紙を添えたことなどから「埋葬と相いれないとは認められない」と判断されたものである。これまで検察側は「出産が周囲にばれれば帰国させられると思い、遺体を隠そうとした」と主張していた。被告人のA側は「葬祭の意思はあった」と述べていた。
主任弁護人だった石黒によると検察が提出した起訴状の中には、遺体をタオルで包んでいたことや手紙を添えてあったことは書かれていなかったといい、Aが遺体を自宅に「放置」したことが死体遺棄にあたるとしていた。
他方赤ちゃんポスト（「こうのとりのゆりかご」）を設置している慈恵病院の理事長・病院長蓮田健は、Aの行為について
と述べた。
また、墓地、埋葬等に関する法律（墓埋法）では死亡の24時間以内に埋葬（一般的に火葬や土葬）をしてはならないと定めており、Aの死産が通報からおよそ1日余りしか経っていなかったことを考えれば、双方の法律との兼ね合いでも疑問が呈されることになる。